# Jupp Derwall
Josef « Jupp » Derwall, né le 10 mars 1927 à Würselen et mort le 26 juin 2007 à Saint-Ingbert, était un footballeur puis entraîneur de football allemand.

## Biographie
Il a été le sélectionneur de l'Équipe d'Allemagne entre 1978 et 1984, remportant le Championnat d'Europe des nations 1980 en Italie (victoire en finale sur la Belgique, 2-1). Deux ans plus tard, il conduisait la RFA jusqu'en finale de la Coupe du monde 82 (défaite 3-1 face à l'Italie).
Derwall a signé 45 victoires en 67 matches en tant que sélectionneur de l'Allemagne, pour 11 nuls et 11 défaites. Sa série de 23 matchs sans défaite est un record dans le football allemand.
Il fut aussi entraîneur du Fortuna Düsseldorf en Bundesliga et du Galatasaray SK (Turquie). Avec Galatasaray, il remporte le titre de Champion de Turquie en 1987.

## Palmarès d'entraîneur
Équipe d'Allemagne de football
- Championnat d'Europe des Nations (1)
  - Vainqueur en 1980
- Coupe du monde de football
  - Finaliste en 1982

 Galatasaray SK
- Coupe de Turquie (1)
  - Vainqueur en 1985

- Championnat de Turquie (1)
  - Champion en 1987
- Supercoupe de Turquie (1)
  - Vainqueur en 1987